# Texel (rasa owiec)

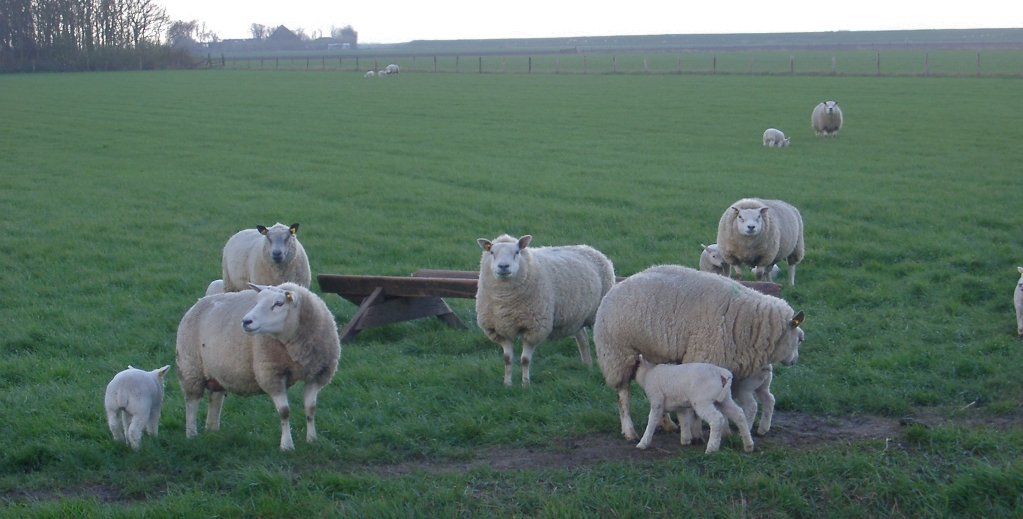
Owce rasy texel na wyspie Texel

Texel (teksel) – rasa owcy domowej, o użytkowości mięsnej, przystosowana do chowu na intensywnych pastwiskach kwaterowych w rejonach nadmorskich. Głównym ośrodkiem chowu są nadbrzeżne rejony północnej Holandii oraz  Fryzja. Nazwa rasy pochodzi od wyspy Texel. Oprócz Europy rasa ta jest popularna w Stanach Zjednoczonych, Australii, Nowej Zelandii i Urugwaju. Wełna używana jest głównie do wyrobu pończoch. 